# HD 100546
HD 100546 또는 파리자리 KR은 지구로부터 약 320 광년 떨어져 있는 항성이다. 이 별은 목성 질량의 20배 정도 되는 동반 천체 HD 100546 b를 거느리고 있는데 추가 연구 결과에 따라 일반적인 외계 행성이 아니라 갈색 왜성으로 판명될 수도 있다. 행성 외에도 이 항성으로부터 약 0.2~4 천문 단위 거리에 별주위 원반이 둘리어 있으며 13 ~ 수 백 천문단위 거리에 다시 원반이 형성되어 있다. 항성으로부터 약 47 천문단위 거리에 원시 행성 하나가 만들어지고 있다는 증거가 발견되었다.
항성의 나이는 대략 1천만 년 정도로 보이는데 이는 이 별이 속한 허빅 Ae/Be 별 중에서는 거의 진화단계 막바지에 이른 나이이다. 이 별은 허빅 Ae/Be 별 중에서 태양계로부터 가장 가까운 존재이기도 하다.

## 행성의 탄생 증거
2013년 과학자들은 이 별의 거대한 먼지 및 가스 원반 가운데에서 행성으로 보이는 천체가 성장하고 있다고 발표했다. 만약 이 주장이 사실로 검증된다면 이 행성계는 행성이 태어나는 단계를 직접 관측할 수 있는 첫 번째 사례로 기록될 것이다.

## HD 100546 b
과학자들은 칠레 소재 초거대 망원경에 장착된 UVES 회절격자를 이용하여 HD 100546에 동반 행성체 하나가 있다는 증거를 수집하였다. 행성의 질량은 갈색 왜성 정도이다. 반지름은 약 480,000km 정도이다.
이 행성체는 또한 갈색 왜성으로도 분리되어 있고, 고리가 있다고 알려저 있다.

## 원시 행성 원반 물질
허블 우주 망원경의 코로나그래프 광학 관측을 통해 이 별의 먼지 원반이 복잡한 나선형 구조를 지녔음을 알게 되었다. 왜 이런 구조가 만들어졌는지의 원인은 아직 밝혀지지 않았다. 원반의 색은 카이퍼 벨트 천체들과 비슷한데 이로부터 HD 100546 원반 물질이 카이퍼 대 천체와 비슷한 풍화 과정을 거치고 있음을 짐작할 수 있다. 원반은 매우 평평하며 이는 진화가 진행된 단계임을 뜻한다.
세로 톨로로 미주 천문대의 블랑코 망원경에 장착된 OSCIR을 이용하여 이 별의 중간적외선 분광분석 자료를 얻었다. 이로부터 별주위 먼지 원반에 규산염이 섞인 10~18 마이크로미터 크기의 고운 입자가 있음을 알게 되었다. 이 입자는 항성으로부터 17 천문단위 거리까지 퍼져 있으며 온도는 약 227 켈빈이다.

## 같이 보기
- 극단적인 외계 행성 목록

## 참고 문헌
- Butler, R. P.; et al. (2006). "Catalog of Nearby Exoplanets". The Astrophysical Journal 646 (1): 505–522. arXiv:astro-ph/0607493 Bibcode:2006ApJ...646..505B. doi:10.1086/504701
- Ecuvillon, A.; Israelian, G.; Pont, F.; Santos, N.; et al. (August 2006). "Kinematics of planet-host stars and their relation to dynamical streams in the solar neighbourhood". Astronomy and Astrophysics 461 (171): 171–182. arXiv:astro-ph/0608669 Bibcode:2007A&A...461..171E. doi:10.1051/0004-6361:20065872
- Jones, B.; Sleep, P.; Underwood, D. (June 2006). "Habitability of known exoplanetary systems based on measured stellar properties". The Astrophysical Journal 649 (1010): 1010–1019. arXiv:astro-ph/0603200. Bibcode:2006ApJ...649.1010J. doi:10.1086/506557
- Mandell, Avi M.; Raymond, Sean N.; Sigurdsson, Steinn (May 2007). "Formation of Earth-like Planets During and After Giant Planet Migration". The Astrophysical Journal 660: 823–844. arXiv:astro-ph/0701048 Bibcode:2007ApJ...660..823M. doi:10.1086/512759
- Marchi, S. (May 2007). "Extrasolar planet taxonomy: a new statistical approach". The Astrophysical Journal 666: 475–485. arXiv:0705.0910. Bibcode:2007ApJ...666..475M. doi:10.1086/519760
- Hedrick, C. H.; Doering, R.; Lee, K.-G.; Sosey, M.; et al. (January 2006). "The Circumstellar Dust Disk of HD 100546". American Astronomical Society 37 (4)